# Ministerio de Transporte e Infraestructura (Nicaragua)
El Ministerio de Transporte e Infraestructuras  es la agencia  gubernamental encargada en la construcción y mantenimiento de toda la infraestructura ferroviaria, carreteras estatales; así como sus municipales, locales e interdepartamentales, y transporte aéreo de Nicaragua. La sede de la agencia se encuentra ubicada en Managua, Managua y su actual ministro es Óscar Mojica.